# Підводні човни проєкту 940 «Льонок»
| Підводні човни проєкту 940 «Льонок»                                                                      | Підводні човни проєкту 940 «Льонок» | Підводні човни проєкту 940 «Льонок» |
| --- | --- | --- |
| Подводные лодки проекта 940 «Ленок»                                                                      | | |
| | | |
| Схематичне зображення підводного човна проєкту 940 «Льонок»                                              | | |
| Верф | Амурський суднобудівний завод | Амурський суднобудівний завод |
| Під прапором                                                                                             | СРСР Росія | СРСР Росія |
| Належність                                                                                               | Військово-морський флот СРСР · Військово-морські сили Російської Федерації | Військово-морський флот СРСР · Військово-морські сили Російської Федерації |
| Замовлення                                                                                               | 2 | 2 |
| Закладений                                                                                               | 2 | 2 |
| Спуск на воду                                                                                            | 2 | 2 |
| Введений до складу флоту                                                                                 | 1976 —1979 | 1976 —1979 |
| Виведений зі складу флоту                                                                                | 2 | 2 |
| На службі                                                                                                | 1976 —1990-ті | 1976 —1990-ті |
| Бойовий досвід                                                                                           | Холодна війна | Холодна війна |
| Проєкт                                                                                                   | | |
| Тип ПЧ                                                                                                   | рятувальні дизель-електричні підводні човни | рятувальні дизель-електричні підводні човни |
| Головний конструктор                                                                                     | Б. А. Леонтьєв | Б. А. Леонтьєв |
| Класифікація НАТО                                                                                        | «India» | «India» |
| Основні характеристики                                                                                   | | |
| Швидкість (надводна)                                                                                     | 15 вузлів (27,8 км/год) | 15 вузлів (27,8 км/год) |
| Швидкість (підводна)                                                                                     | 11,5 вузлів (21,2 км/год) | 11,5 вузлів (21,2 км/год) |
| Гранична глибина занурення                                                                               | 300 м | 300 м |
| Дальність плавання                                                                                       | 13 000 миль (24 000 км) на швидкості 8 вузлів (надводна) 353 миль (653 км) на швидкості 2 вузли (підводна) | 13 000 миль (24 000 км) на швидкості 8 вузлів (надводна) 353 миль (653 км) на швидкості 2 вузли (підводна) |
| Автономність плавання                                                                                    | 45 діб | 45 діб |
| Екіпаж                                                                                                   | 94 офіцерм та матроси | 94 офіцерм та матроси |
| Розміри                                                                                                  | | |
| Довжина найбільша (по КВЛ)                                                                               | 106 м | 106 м |
| Ширина корпусу найб.                                                                                     | 9,7 м | 9,7 м |
| Середня осадка (по КВЛ)                                                                                  | 6,9 м | 6,9 м |
| Водотоннажність надводна                                                                                 | 3950 тонн | 3950 тонн |
| Водотоннажність підводна                                                                                 | 5100 тонн | 5100 тонн |
| Силова установка                                                                                         | | |
| Дизель-електрична: 2 × дизельних двигуни 1Д43 2 × дизель-генератори 2Д42 2 × гребні електродвигуни ПГ141 | | |
| Гвинти                                                                                                   | 2 | 2 |
| Потужність                                                                                               | 2 × 4000 к.с. (дизелі) 2 × 1750 к.с. (дизель-генератори) 2 × 6000 к.с. (електродвигуни) | 2 × 4000 к.с. (дизелі) 2 × 1750 к.с. (дизель-генератори) 2 × 6000 к.с. (електродвигуни) |
| Озброєння                                                                                                | | |
| Електроніка                                                                                              | ГАС кругового та бокового огляду «Крильен» ГАС ШП МГ-10М2 «Кола», ГАС «Плутоний», ГАС мінопошуку МГ-519 «Арфа-М», 2 х ГАС ЗПС МГА-5, ГАС ЗПС МГА-1, ГАС ЗПС МГВ-55, ГАС ЗПС МГ-15 «Свияга», ГАС ЗПС МГ-25 «Яхта», ГАС ЗПС «Гамма-П», ГІСЗ МГ-23 | ГАС кругового та бокового огляду «Крильен» ГАС ШП МГ-10М2 «Кола», ГАС «Плутоний», ГАС мінопошуку МГ-519 «Арфа-М», 2 х ГАС ЗПС МГА-5, ГАС ЗПС МГА-1, ГАС ЗПС МГВ-55, ГАС ЗПС МГ-15 «Свияга», ГАС ЗПС МГ-25 «Яхта», ГАС ЗПС «Гамма-П», ГІСЗ МГ-23 |

Підводні човни проєкту 940 «Льонок» (рос. Подводные лодки проекта 940 «Ленок») — серія радянських дизель-електричних підводних човнів, розроблених у 1970-ті роки, що перебували на озброєнні ВМФ СРСР та ВМФ Російської Федерації до кінця 1990-х років. Побудовано і передано флоту 2 човни цього проєкту. Човни проєкту 940 «Льонок» призначалися для порятунку особового складу підводного човна, що зазнав аварії, та забезпечення його підйому на поверхню. Кожен човен ніс два рятувальні глибоководні апарати проєкту 1837.
Порятунок екіпажів аварійних субмарин міг відбуватися двома способами: «по-мокрому» і «по-сухому». «Сухий» спосіб полягав у використанні двох глибоководних рятувальних апаратів, які могли на глибинах до 500 метрів пристикуватися до підводного човна, що зазнав аварії. «По-мокрому» використовувався водолазний комплекс, роботу якого можна було вести на глибинах до 120 метрів.
Перший і єдиний випадок застосування рятувальної субмарини цього проєкту за прямим призначенням стався 21 жовтня 1981 року, коли рефрижераторне судно, виходячи з протоки Босфор-Східний, зіткнулося з дизельним підводним човном С-178 (проєкт 613В). Підводний човен отримав пробоїну і затонув на глибині 31 метр. 16 підводників з аварійної субмарини вибралися через торпедні апарати, з них шестеро найслабших були переведені в рятувальний підводний човен. І саме у них, на відміну від інших, не виникла декомпресійна хвороба.
У процесі експлуатації (головним чином, у перші п'ять років після побудови) обидва кораблі модернізувалися.
Істотним недоліком підводних човнів цього проєкту була дизель-електрична установка, яка не забезпечувала достатньої підводної автономності, що значною мірою обмежувало можливості проведення рятувальних операцій у підводному положенні.

## Список підводних човнів проєкту 940 «Льонок»
| № | Корабель | Бортовий номер | Верф                                                 | Закладено      | Спущено        | У строю        | Флот                | Статус                          |
| - | -------- | -------------- | ---------------------------------------------------- | -------------- | -------------- | -------------- | ------------------- | ------------------------------- |
| 1 | БС-486   | 194            | Амурський суднобудівний завод, Комсомольськ-на-Амурі | 22 лютого 1974 | 7 вересня 1975 | 21 січня 1976  | Тихоокеанський флот | у 2000 році розібраний на брухт |
| 2 | БС-257   | 195            | Амурський суднобудівний завод, Комсомольськ-на-Амурі | 23 лютого 1978 | 27 травня 1979 | 1 вересня 1979 | Північний флот      | у 2005 році розібраний на брухт |